# 해럴드 E. 파머

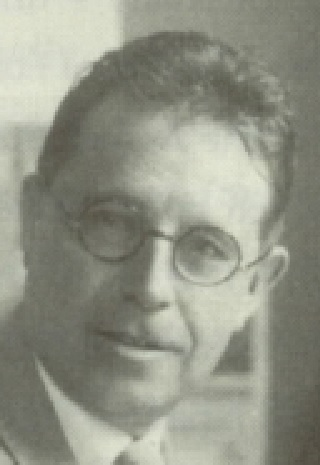

해럴드 E. 파머(Harold E. Palmer, 본명: 해럴드 에드워드 파머, Harold Edward Palmer, 1877년 3월 6일 – 1949년 11월 16일)는 영어 언어학자, 음성학자 및 제2 언어로서의 영어 교육 분야의 선구자였다. 14년 동안 일본에 머물면서 영어 교육을 개혁했다. 그는 20세기 응용 언어학의 발전에 기여했다.
파머는 런던에서 태어났다. 1892~1893년에 그는 프랑스에서 공부했다. 1902년에 그는 벨기에로 건너가 베를리츠(Berlitz) 학교에서 영어를 가르치기 시작했다. 1903년에 그는 자신의 학교를 설립했다. 1915년에 유니버시티 칼리지 런던에서 강의를 시작했다. 1922년 사와야나기 마사타로, 마츠카타 고지로의 초청을 받아 일본으로 건너갔다. 일본에서 그는 일본 교육부의 '언어 고문'이 되었다. 1923년에 그는 현재 IRLT(Institute for Research in Language Teaching)인 영어 교육 연구 연구소(IRET)를 설립하고 초대 소장이 되었다. 그는 연구소의 게시판을 설립했다. 1935년에 그는 도쿄제국대학에서 디리트(D.Litt) 상을 받았다.

## 저서
- 《영어의 억양》(English Intonation, With Systematic Exercises, 1922)
- 《구어 영어의 문법》(Memorandum on Problems of English Teaching in the Light of a New Theory, A Grammar of Spoken English, 1924)
- 《영어 단어의 문법》(A Grammar of English Words, 1938)